# Alingsås
Alingsås ( udtale ?) er en by i Västergötland i Västra Götalands län i Sverige med 22.919 indbyggere (mod 12.572 i 1950) og er hovedby i Alingsås kommune. Byen ligger ved søerne Mjörn og Gerdsken, og gennemløbes af Säveån og Gerdska ström (Lillån). Gennem byen løber Europavej E20, vej 180 og jernbanen Västra stambanan.
Byen er kendt for sine mange caféer (i 2009 var der 23) og for Jonas Alströmer, der siges at have indført og gjort kartofler populære i Sverige. Alingsås' kælenavn Potatisstan (Kartoffelbyen) kommer deraf, og hvert år fejres Potatisfestivalen i byen.

## Historie
Byens navn, der har været kendt siden 1382, skyldes muligvis at en person fra Ale herred, kaldet aling, bosatte sig på stedet. Endelsen -ås stammer formentlig fra, at personen bosatte sig på åsen, som i dag ligger ved bydelen Nolby. Altså kaldtes stedet Alings ås.
Den 21. september 1619 fik Alingsås sit købstadsprivilegium af kong Gustav 2. Adolf, hvilket gør byen til en af de ældste købstæder i regionen, siden den var et anbefalet tilflytningssted for borgere, der ikke fik lov til at genopbygge den i krig nedbrændte Nya Lödöse (hvis efterfølger i dag er bydelen Gamlestaden i Göteborg).

## Medier
Alingsås har to lokalaviser, morgenavisen Alingsås Tidning, der udkommer tre gange om ugen, og gratisavisen Alingsås Kuriren, der udkommer to gange om ugen.

## Kultur
Alingsås museum er indrettet i Alingsås ældste borgerlige bygning, Alströmerska magasinet.

## Uddannelse
Kommunen har tyve grundskoler, hvoraf tre er friskoler. Desuden har kommunen to gymnasier, Alströmergymnasiet og Farkostens särgymnasium.

## Sport
Potatiscupen (Kartoffelcuppen) finder årligt sted i mange af Alingsås sportshaller. Det er en af Sveriges største indendørs håndboldcupper, og der deltager ungdomshold fra Sverige og resten af verden. Finalekampen spilles i Nolhagahallen, hvor Alingsås HK spiller sine hjemmebanekampe. Klubben spiller i den øverste håndboldrække, Elitserien og blev for første gang svensk mester i 2009.

## Foreninger
Spejderkorpset Scoutkåren Alströmer blev grundlagt i 1923 som Alingsås Flickscoutkår. Efter dannelsen af Svenska Scoutförbundet i 1960, skiftede korpset navn til det nuværende, og samtidig blev drenge integreret i korpsets virksomhed. Korpset har cirka 45 medlemmer, hvoraf 30 er aktive.

## Begivenheder
Hvert efterår finder Lights in Alingsås sted, en begivenhed hvor kommunen sammen med de kommunale kontorer og Sparbanken Alingsås, inviterer lysdesigner fra hele verden til sammen med studerende, at lyssætte offentlige områder i byen. Lights in Alingsås har cirka 50.000 besøgende.
Hver sommer finder Potatisfestivalen (Kartoffelfestivallen) sted. Der bydes på sild og kartofler, eller köttbullar til børnene. Rundt omkring i det centrale Alingsås opstilles forskellige attraktioner, eksempelvis karuseller. På Stora Torget opstilles en stor scene ved et et øltelt.
Årligt arrangerer Alingsås Motorveteraner sit Chicken Race. Langfredag samles hundredvis af klassiske knallerter på ABB Kabeldons parkeringsplads, for siden at begive sig ud på en cirka 60 kilometer lang strækning. I 2009 blev der sat rekord med 713 tilmeldte.

## Personer med tilknytning til Alingsås
Født og/eller opvokset/boende i Alingsås og omegn.
- Claes Adelsköld – jernbanebygger og rigsdagsmand
- Jonas Alströmer – industrimand
- Conny Andersson – racerkører
- Erik Andersson – forfatter og oversætter
- Christian Bäckman – ishockeyspiller
- Lotta Engberg – danseband- og popsanger
- Johan Elmander – fodboldspiller
- Daniel Nyhlén – journalist
- Claes Theodor Odhner – historiker
- Marianne Samuelsson – rigsdagsmedlem for Miljöpartiet (1988-91, 1994-2002), landshøvding i Gotlands län (2004-2009)
- Robin Söder – fodboldspiller
- Gustaf Tenggren – illustrator (chefillustrator hos Walt Disney Pictures)